# Wierchniaja Stawropolka
Wierchniaja Stawropolka (ros. Верхняя Ставрополька) – chutor w Rosji, w Kraju Krasnodarskim, w rejonie krymskim. W 2010 liczył 133 mieszkańców.